# Андре Мазон
Мазон (Mazon) Андре (7 вересня 1881, Париж — 13 липня 1967, там само) — французький славіст. Професор (1919), член паризької Академії написів і красного письменства (з 1941). Іноземний член АН СРСР (1928), член Наукового товариства імені Шевченка, член-кореспондент інших зарубіжних академій.

## Біографія
Народився в м. Париж (Франція). Науково-педагогічну діяльність розпочав як викладач французької мови в Харківському університеті (1905—09; нині Харківський національний університет). Відіграв провідну роль у розвитку русистики і україністики у Франції, працюючи вченим секретарем Інституту східних мов (1909—1914), професором Страсбурзького університету (1919—1923) і Колеж де Франс (1924—1952), директором Паризького інституту слов'янознавства (від 1937). 1921 взяв участь у заснуванні міжнародного журналу «Revue des études slaves» («Огляд слов'янських студій»), незмінним редактором якого залишався понад 45 років.
1940 Мазон опублікував свою працю про «Слово о полку Ігоревім», де заперечував датування цієї історичної й літературної пам'ятки, викликавши полеміку, під час якої проти його версії виступив академік Академії наук УРСР Микола Гудзій.
Ученому належать розвідки про Тараса Шевченка, Марка Вовчка та інших діячів української культури. У 1960-х рр. співробітничав з мовознавцями Академії наук УРСР.
Помер у Парижі.